# آندرئاس هراف
آندرئاس هراف (آلمانی: Andreas Heraf؛ زادهٔ ۱۰ سپتامبر ۱۹۶۷) بازیکن سابق و مربی فوتبال اهل اتریش است.
از باشگاه‌هایی که در آن بازی کرده‌است می‌توان به باشگاه فوتبال هانوفر ۹۶، باشگاه فوتبال ردبول زالتسبورگ، باشگاه فوتبال راپید وین، باشگاه فوتبال آستریا زالتسبورگ، و باشگاه فوتبال فرست وینا اشاره کرد.
وی همچنین در تیم ملی فوتبال اتریش بازی کرده‌است.